# Vanessa Demouy

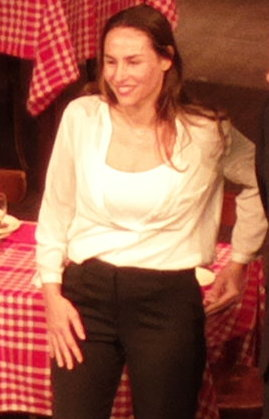
Vanessa Demouy, 2014

Vanessa Demouy (* 5. April 1973 in Montreuil, Frankreich) ist eine französische Schauspielerin und Musikerin, die auch gelegentlich als Fotomodell arbeitet.

## Leben
Angeregt durch ihre Mutter Catherine, ein früheres Model und Geschäftsführerin einer Modelagentur, entstanden erste Modeaufnahmen bereits im Alter von 8 Jahren.
Nachdem Demouy den Traum, klassischen Tanz zu studieren, im Alter von 15 Jahren aufgeben musste, widmete sie sich zunächst wiederum dem Modeln. Als 17-Jährige spielte sie die Rolle einer jungen Braut im Kurzfilm Les illusions du mariage (1990). Es folgten verschiedene Werbeauftritte, Engagements bei Modeschauen und größeren Modehäusern.
Ab 1993 spielte sie in über 120 Folgen der Sitcom Classe mannequins die Rolle der Linda.
Demouy trat 1995 mit ihrem Album Rêve de fille erstmals auch als Sängerin in Erscheinung.
Im deutschen Raum ist Demouy am besten bekannt als weibliche Hauptdarstellerin der Fernsehserie Models in Paradise (1995) und für ihre Werbeauftritte als Lara Croft.
In jüngerer Zeit wirkt Demouy in mehreren Theaterproduktionen und TV-Serien mit.

## Filmografie
- 1990: Les illusions du mariage
- 1993: Classe mannequins (Model Academy)
- 1995: Models in Paradise (Cœurs caraïbes, Fernsehvierteiler)
- 1996: Aventures Caraïbes
- 1998: Les jolies doses
- 2000: Le Marquis
- 2002: Malone
- 2005: Kommissar Navarro (Navarro, Fernsehserie, 1 Folge)
- 2005: Central nuit
- 2018–2020: Demain nous appartient (Fernsehserie, 248 Folgen)

## Theater
- 2002: Les Monologues du vagin
- 2006: Le jeu de la vérité
- 2007: Le jeu de la vérité 2

## Diskografie
- 1995: Rêve de fille
- 2003: De l’air